# ونونان
ونونان، روستایی از توابع بخش سلطانیه شهرستان ابهر در استان زنجان ایران است.

## جمعیت
این روستا در شهرستان سلطانیه قرار دارد و براساس سرشماری مرکز آمار ایران در سال ۱۳۸۵، جمعیت آن ۱۰۸ نفر (۳۷خانوار) بوده‌است. 